# Columbia Falls (Montana)
Columbia Falls es una ciudad ubicada en el condado de Flathead en el estado estadounidense de Montana. En el Censo de 2010 tenía una población de 4688 habitantes y una densidad poblacional de 883,81 personas por km².

## Geografía
Columbia Falls se encuentra ubicada en las coordenadas 48°22′11″N 114°11′30″O / 48.36972, -114.19167. Según la Oficina del Censo de los Estados Unidos, Columbia Falls tiene una superficie total de 5.3 km², de la cual 5.3 km² corresponden a tierra firme y (0%) 0 km² es agua.

## Demografía
Según el censo de 2010, había 4688 personas residiendo en Columbia Falls. La densidad de población era de 883,81 hab./km². De los 4688 habitantes, Columbia Falls estaba compuesto por el 94.43% blancos, el 0.19% eran afroamericanos, el 1.79% eran amerindios, el 0.38% eran asiáticos, el 0% eran isleños del Pacífico, el 0.26% eran de otras razas y el 2.94% pertenecían a dos o más razas. Del total de la población el 2.79% eran hispanos o latinos de cualquier raza.